# Rabbids Land
Rabbids Land è un videogioco party per Wii U pubblicato dalla Ubisoft. È stato pubblicato nel novembre 2012 in America Settentrionale ed in Europa.

## Trama
Ancora sulla Terra, i Rabbids si ritrovano a gestire un parco di divertimenti. Due Rabbids stanno tentando di andare in uno delle giostre, ma sono spinti via da una persona invisibile. Uno dei Rabbids in contatto con l'astronave Rabbid tramite un dispositivo simil-iPhone tenta di chiamare il Rabbid nella nave spaziale, ma il Rabbid nell'astronave è troppo occupato a giocare con il Gamepad della Wii U. Ignaro delle conseguenze, il Rabbid nell'astronave continua a giocare con il Gamepad, che era in realtà la cloche di comando di tutta la nave. Il Rabbid indirizza il Gamepad verso il basso, ed inevitabilmente la nave spaziale precipita nel parco dei divertimenti.